# Dufourea macswaini
Dufourea macswaini är en biart som beskrevs av Richard Mitchell Bohart 1969. Dufourea macswaini ingår i släktet solbin, och familjen vägbin. Inga underarter finns listade i Catalogue of Life.